# 草野進
草野 進（くさの しん）は、日本の女性華道家、英会話講師、プロ野球評論家。

## 人物と作風
1982年、中央公論社の文芸誌『海』にてプロ野球評論活動に着手。同誌廃刊後は『GS-たのしい知識-La gaya scienza』『Sports Graphic Number』に舞台を移し、中途から「棒評人」と自称、1989年に沈黙するまで定期連載を持った。
贔屓のチームを持つことを諌めたり、スポーツ新聞やテレビ中継を忌避して生で見よと誘ったり、敢えてプロ野球とは本来退屈なものだと定義したり、現役生活のほとんどを二軍で過ごした中司得三を賞揚したり、過剰に均質たらんとする「サントリー化現象」や野村克也の確率論采配を球趣を削ぐものだと指弾したりと、観劇的視点を重んじ、従来の技術論・根性論・勝負論と隔絶した挑発的な展開は、スポーツ批評界に静かながら確実な影響を与えた。これらは後にほとんどが単行本化されている。
草野進は蓮實重彦か、蓮實と渡部直己との共同ペンネームだとする説があり、蓮實の弟子の玉木正之は前者を主張している。
一方、初期の草野の文体の「子宮感覚」を絶賛した渡部との対談記事（『STUDIO VOICE』1984年5月号）では、「草野しん」のキャプションが付された、30代前半と思しき美麗な女性のバストアップポートレートが掲載されており、少なくとも『海』執筆当時は覆面作家ではなかった。また同年11月号の『新刊ニュース』でも安原顯と対談している。
上記インタビューで「進」（しん）が本名であること、帰国子女であり、長島茂雄は立教大学の、王貞治は早稲田実業の在学中しか生で見ておらず、彼らのプロ野球選手としての全盛期は海外在住で知る機会がなかったこと、近年まで自宅にテレビを持たず、後楽園球場での観戦が主であることなどを語った。
平成期以降は新作の発表がない。

## 主著
- 『どうしたって、プロ野球は面白い』（中央公論社、1984年、ISBN 4120013235）
- 『プロ野球批評宣言』（冬樹社、1985年、草野他、1988年、新潮文庫再版、ISBN 410105911X）
- 『プロ野球よ！ 愛憎コラム集』（冬樹社、1985年、蓮實、渡部との座談会）
- 『世紀末のプロ野球』（角川文庫、1986年、ISBN 4041658012、『どうしたって、プロ野球は面白い』改題）
- 『プロ野球観戦學講座』（論創社、1987年、蓮實、渡部との座談会)
- 『読売巨人軍再建のための建白書』 (渡部共著、角川文庫、1989年、ISBN 4041658020）
- 『日本プロ野球革命宣言―読売ジャイアンツ再建のための建白書』（渡部、蓮實共著、メタローグ、1997年、ISBN 4839820147）

## 註
1. ↑  社団法人日本著作権協議会監修の『著作権台帳』第25版（1999年10月発行）の〈別冊〉（索引・資料）で、「草野進」を引くと、蓮實重彦を参照せよという指示が出ている。
2. ↑  草野進のプロ野球評論は何故に「革命的」なのか？（玉木正之コラム・スポーツ編アーカイブ）
3. ↑  撮影：小石澤晴男